# Дидачара
Дидачара (груз. დიდაჭარა) — село в Грузии, на территории Хулойского муниципалитета автономной республики Аджария.

## География
Село находится в юго-западной части Грузии, на правом берегу реки Аджарисцкали, вблизи места впадения в неё в реку Наплатисцкали, на расстоянии 3 километров (по прямой) к северо-востоку от посёлка городского типа Хуло, административного центра муниципалитета. Абсолютная высота — 869 метров над уровнем моря.

## Население
По результатам официальной переписи населения 2014 года, в Дидачаре проживало 938 человек (455 мужчин и 483 женщины). В национальной структуре населения грузины составляли 100 %.
| Год  | Население, человек |
| ---- | ------------------ |
| 2002 | 1438               |
| 2014 | ↘ 938              |